# Liste des évêques d'Acerra
Cette liste recense les évêques qui se sont succédé sur le siège du diocèse d'Acerra. En 1818, le diocèse est uni aeque principaliter avec le diocèse de Sant'Agata de' Goti mais Pie IX met fin à cette union en 1854.

## Évêques d'Acerra
- Giraldo (1098-1114)
- Anonyme (? -1135) déposé
- Bartolomeo Ier (mentionné en 1179)
- Romano (XIIe siècle)
- Anonyme (mentionné en 1209)
- Anonyme (mentionné en 1218)
- Gentile Ier (1241-1243)
  - Teodino, O.S.B (mentionné comme évêque élu et intrus en 1262) usurpateur
- Bartolomeo II (mentionné en 1274)
- Tommaso Ier (1286-1304)
- Gentile II (1306)
- Guglielmo (mentionné en 1310)
- Giovanni d'Esertelle, O.Cist (1310-1325)
- Spano (mentionné en 1325)
- Filippo (mentionné en 1328)
- Giovanni, O.F.M (1337-1342) nommé évêque de Bagnoregio
- Matteo di Castro, O.F.M (1342-1344)
- Enrico de Monte, O.P (1344-1348)
- Rainerio (1348-1354)
- Federico di Somma, O.P (1358-1362)
- Giovanni di Patti, O.P (1363-1393)
- Tommaso II (1394-1403)
- Angelo de Conciliis (1403-1429)
- Filippo II (1429-1434)
- Nicola de Utino, O.F.M (1434-1439)
- Nicola Descari (1439-1451)
- Bertrando (1451-1452)
- Leone Cortese (1452-1494)
- Roberto de Noya, O.P (1497-1504) nommé archevêque de Nasso e Paro
- Nicolò de Noya, O.P (1504-1511)
- Vincenzo de Corbis (1511-1512)
- Juan de Vich, O.P (1512-1526)
- Carlo I degli Ariosti (1527-1535)
  - Gianvincenzo Carafa (1535-1539) administrateur apostolique
- Giampaolo da Pisa (1539-1554)
- Gianfrancesco Sanseverino (1555-1559)
- Giovanni Fabrizio Sanseverino (1560-1568) nommé évêque de Trivento
- Juan Vázquez Coronado de Sayás (1568-1571)
- Scipione Salernitano (1571-1581)
- Marcello Maiorana, C.R (1581-1586)
- Giambattista del Tufo, C.R (1587-1603)
- Juan Gurrea (1603-1606)
- Vincenzo Pagano, C.R (1606-1640)
  - Siège vacant (1640-1644)
- Mansueto Merati, B. (1644-1661)
- Placido Carafa, C.R (1663-1672)
- Carlo De Angelis (1674-1691)
- Carlo de Tilly (1692-1697) nommé évêque de Monopoli
- Giuseppe Rodoeri di Montagna (1697-1699)
- Benito de Noriega, O.F.M (1700-1708)
  - Siège vacant (1708-1717)
- Giuseppe Maria Positani, O.P (1717-1723) nommé archevêque d'Acerenza et de Matera
- Domenico Antonio Biretti (1725-1760)
- Ciro de Alteriis (1761-1775)
- Gennaro Giordano (1776-1789)
  - Siège vacant (1789-1792)
- Giovanni Leonardo Maria De Fusco, O.P (1792-1795)
- Orazio Magliola (1797-1818) nommé évêque de Sant'Agata de' Goti et Acerra
  - Siège uni aeque principaliter avec diocèse de Sant'Agata de' Goti (1818-1854)
- Giuseppe Gennaro Romano (1855-1864)
  - Siège vacant (1864-1872)
- Giacinto Magliulo (1872-1899)
- Francesco De Pietro (1899-1932)
- Nicola Capasso (1933-1966)
  - Siège vacant (1966-1978)
  - Pendant la vacance, le diocèse est administré par Mgr Longo (1966-1970), évêque auxiliaire de Naples et Mgr Grimaldi (1971-1978), évêque de Nole.
- Antonio Riboldi, I.C (1978-1999)
- Salvatore Giovanni Rinaldi (1999-2013)
- Antonio Di Donna (2013-  )

## Sources
- « Diocese of Acerra »